# Pomnik Szalonego Konia
Pomnik Szalonego Konia (ang. Crazy Horse Memorial) – monument poświęcony wodzowi Dakotów Oglala Szalonemu Koniowi (Tȟašúŋke Witkó / Tashunka Uitko) i Indianom. Kuty w skale góry Thunderhead w Black Hills w hrabstwie Custer stanu Dakota Południowa.
Rzeźba ma mieć 195 m długości i 172 m wysokości. Sama twarz, której wykuwanie zakończono w 1998, ma 25 m wysokości. Dla porównania, znajdujące się 15 km na północny wschód głowy prezydentów wykute w zboczu Mount Rushmore mają wysokość 18 m. Pomnik jest główną atrakcją tzw. Crazy Horse Memorial Center. Pomnik przedstawia wodza Dakotów Oglala Szalonego Konia, który wsławił się w bitwie nad Little Bighorn w 1876, a krótko potem został zabity.
Prace nad rzeźbą rozpoczął w 1948, na zaproszenie krewnego Szalonego Konia, wodza Dakotów Henry’ego Standing Beara, rzeźbiarz polskiego pochodzenia, Korczak Ziółkowski. Dziś kontynuuje ją jego rodzina. Pomnik Szalonego Konia jest między innymi tematem książki Aleksandry Ziółkowskiej-Boehm Otwarta rana Ameryki.
Szalony Koń unikał kontaktów z białymi i nie jest znana żadna jego stuprocentowo pewna fotografia (najbardziej znane zdjęcie Crazy Horse’a przedstawia innego wojownika Siuksów). Z tego powodu, jak również dlatego, że prywatny pomnik znajduje się na terenie świętych dla Dakotów Gór Czarnych i – zdaniem krytyków – odwraca uwagę od problemów współczesnych tubylczych Amerykanów (a także z przyczyn ekologicznych i artystycznych), istnienie pomnika i działalność Centrum Crazy Horse’a bywają krytykowane przez niektóre środowiska indiańskie. Z drugiej strony wielu Indian chętnie wykorzystuje możliwości ekonomiczne i edukacyjne, stwarzane przez różne formy działalności Centrum (w tym muzeum i fundację dla indiańskich uczniów w formie stypendiów) i przez napływ licznych turystów w Góry Czarne.
Budowa pomnika nie jest i nigdy nie była finansowana przez państwo (Ziółkowski odrzucał taką możliwość, w tym oferowane 10 mln dolarów, by zachować niezależność projektu). Środki na pokrycie kosztów dynamitu i ciężkiego sprzętu, za pomocą których prowadzone są prace, pochodzą z datków na rzecz fundacji Crazy Horse Memorial Foundation. Umożliwiło to zakup nowocześniejszych i wydajniejszych maszyn. Fundacja jest organizacją non profit i została założona z inicjatywy żony zmarłego w 1982 rzeźbiarza, Ruth. Mottem fundacji są słowa Szalonego Konia: My land is where my dead lie buried (tłum. „Mój kraj jest tam, gdzie leżą pochowani moi zmarli”).
Do 2007 projekt kosztował 17 milionów USD.